# Kilonova

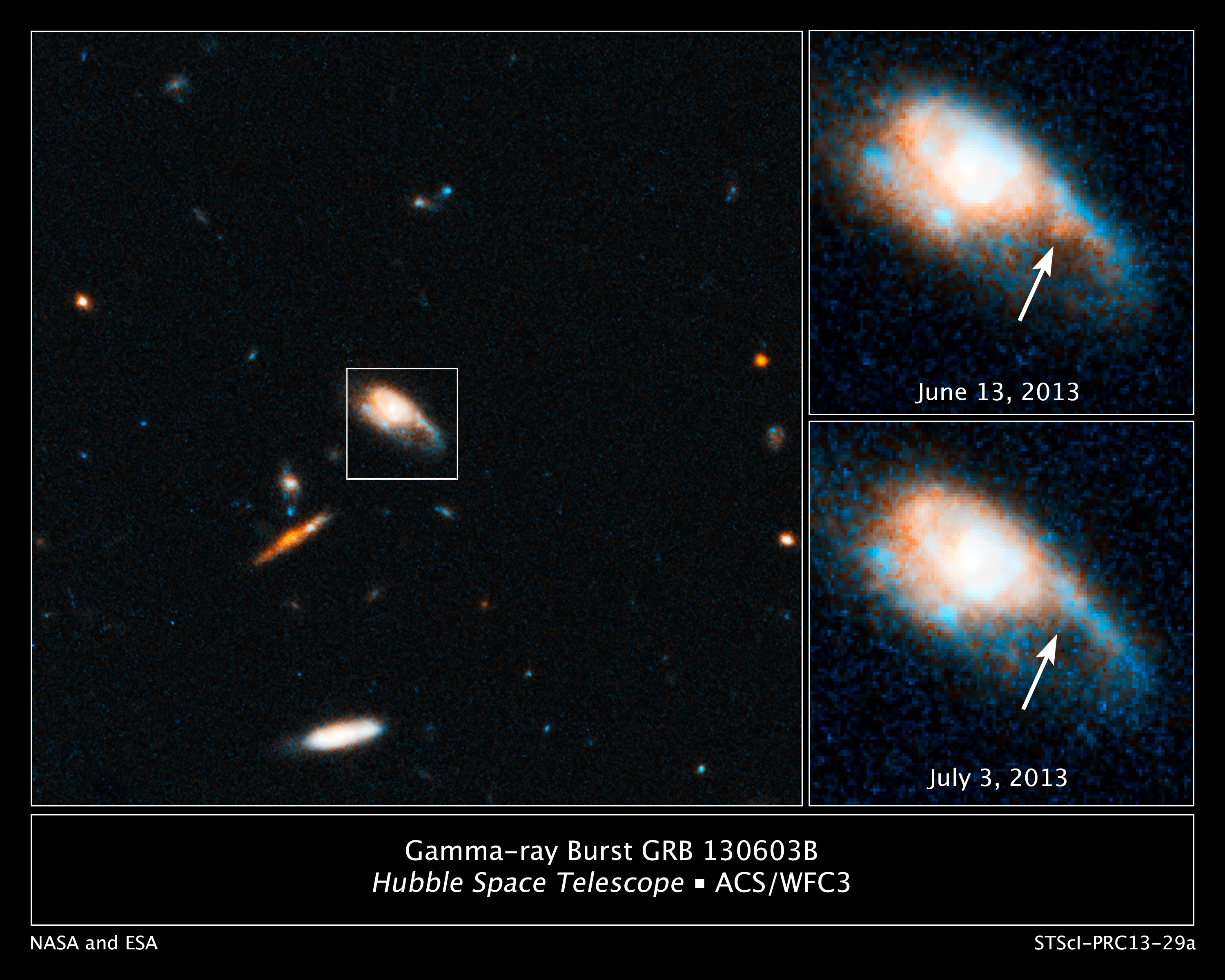
Captura del telescopio espacial Hubble donde se aprecia el destello de radiación gamma proveniente de una kilonova.

Una kilonova (también llamada macronova o proceso de supernova de tipo r) ocurre cuando dos estrellas de neutrones o una estrella de neutrones y un agujero negro se fusionan a partir de un sistema binario. Por lo general emiten fuertes señales de radiación electromagnética debido al proceso de desintegración de iones pesados que son producidos y expulsados de forma isotrópica durante el proceso de fusión. Sería muy similar a una supernova, pero más corta y con menor emisión.
Un tiempo antes de la fusión, ambos objetos compactos empiezan a rotar sobre el centro de masas del sistema binario muy rápidamente, lo cual se teorizó que podría ser una fuente importante de ondas gravitacionales (GWs). En octubre de 2017 se pudo demostrar finalmente dicha teoría mediante resultados experimentales. El observatorio de ondas gravitacionales LIGO y el observatorio Austral Europeo (ESO) anunciaron las primeras evidencias de una kilonova que había emitido ondas gravitacionales. También se cree que es origen de explosiones de rayos gamma de corta duración y la fuente más predominante de elementos estables pesados en el universo.
La primera detección clara de una kilonova fue asociada con la explosión de rayos gamma de corta duración GRB 130603B. Esta explosión de rayos gamma se produjo en una galaxia relativamente cercana, permitiendo que la emisión infrarroja de la kilonova pudiera ser detectada utilizando el telescopio espacial Hubble.
El 17 de agosto de 2017 el observatorio de ondas gravitacionales LIGO estadounidense y el proyecto VIRGO en Italia, captaron ondas gravitacionales (ondas de choque) en un punto determinado del espacio. Dos segundos después dos observatorios de radiación gamma percibieron una fuente en el cielo. A la caída de la noche se apuntaron varios observatorios para visualizar que había sido el resplandor de radiación gamma, en algún punto en la constelación de la Hidra, descubriéndose la fusión de dos estrellas de neutrones en una galaxia a 130 millones de años luz.

## Alcance y amenaza probable sobre la vida terrestre
Los científicos de la NASA han emitido una teoría acerca del alcance de una explosión de rayos cósmicos producto de una Kilonova, se estima que:
- A una distancia de 16 años luz, una kilonova puede ionizar la atmósfera terrestre.
- A una distancia de 35 años luz, la onda de choque de una kilonova puede vaporizar la atmósfera siendo letal para la vida terrestre.